# Laufhaus

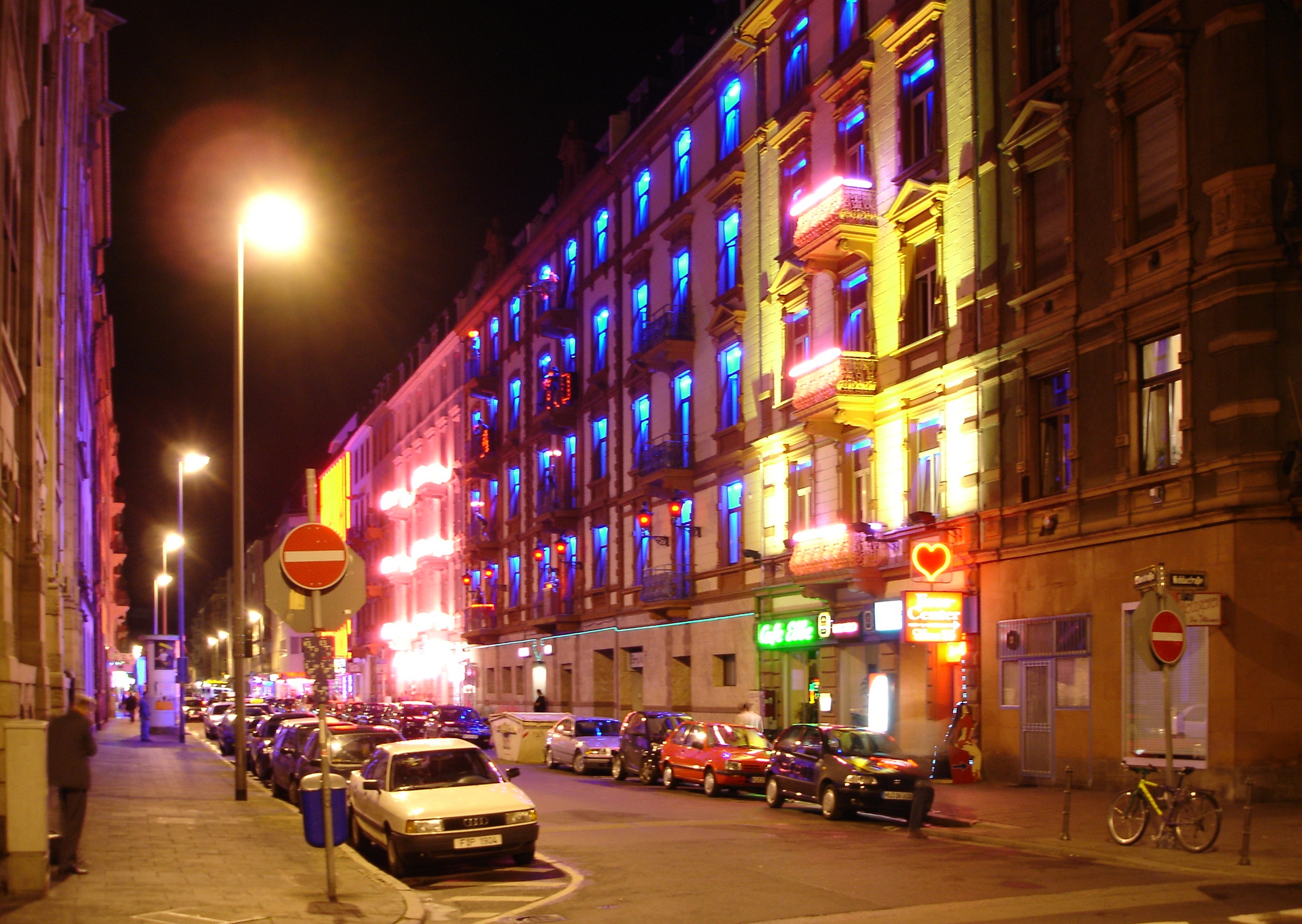
Laufhäuser im Frankfurter Rotlichtviertel

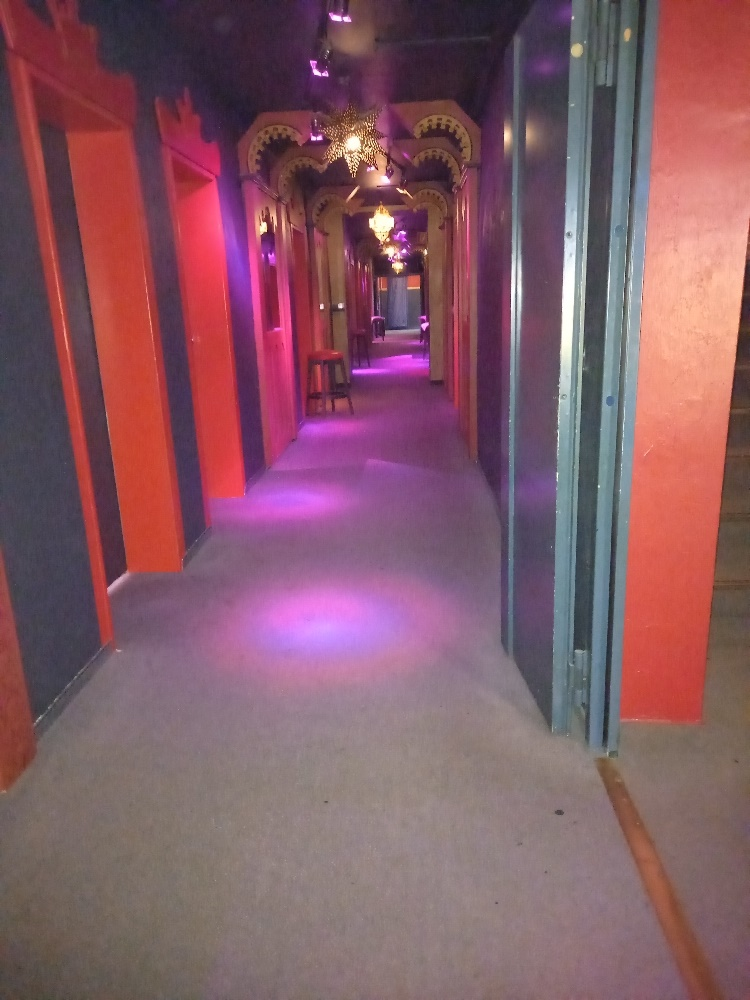
Flur in einem Laufhaus in Hamburg

Ein Laufhaus ist ein Bordell, in dem Prostituierte ein Zimmer angemietet haben. Wenn sie für einen Freier bereit sind, steht ihre Tür offen. Teilweise sitzen sie auch vor den Zimmertüren.
Die Freier können durch die Gänge des Hauses „laufen“, um mit den Frauen in ihren Zimmern zu verhandeln und gegebenenfalls einen Prostitutionsvertrag zu schließen. Der Besuch kostet in den meisten Laufhäusern keinen Eintritt.

## Bekannte Laufhäuser (Auswahl)
- Freudenhaus Hase in Berlin-Gesundbrunnen
- Pascha in Köln-Neuehrenfeld
- Drei-Farben-Haus in Stuttgart-Mitte
- Leierkasten in München-Freimann